# ダレン・マシューズ
ダレン・マシューズ（Darren Kenneth Matthews、1968年5月10日 – ）は、アメリカ合衆国を主戦場とするイギリスのプロレスラー。イングランド・ウェスト・ミッドランズ州スタッフォードシャー出身。ウィリアム・リーガル（William Regal）のリングネームで特に知られる。

## 来歴
1983年、イギリスのブラックプールにおいて、サーカスなどに出場するカーニバル・レスラーとして15歳でデビュー。その後はロビー・ブルックサイドとタッグチームを結成し、ダイナマイト・キッドやクリス・アダムスを輩出したジョイント・プロモーションズで活動。オットー・ワンツの主宰するドイツ・オーストリアのCWAをはじめ、フランスや南アフリカなど海外にも遠征した。
1991年にWWF（のちのWWE）のトライアウトを受けるが契約には至らず。同年のWCWの英国公演に参加し、高い評価を得たことでWCWと契約を結び渡米した。1993年2月より英国の好青年ベビーフェイス、スティーブ・リーガル (Steve Regal) としてWCWのリングに登場。6月、嫌味な英国貴族のヒール、ロード・スティーブン・リーガル (Lord Steven Regal) に転身。以後、米国を本拠地に活動を始めた。
WCWでは1993年から1997年にかけてデイビーボーイ・スミス、リッキー・スティムボート、ラリー・ズビスコ、ジョニー・B・バッド、レックス・ルガー、ウルティモ・ドラゴンらと世界TV王座を争う。サー・ウィリアムことビル・ダンディーをマネージャーに従え、ザ・パトリオットとの米英抗争も行われた。
タッグ戦線でも活躍し、フランス貴族ギミックの若手ジャン=ポール・レベックと英仏貴族コンビを結成したほか、アメリカ深南部出身のレッドネックだったボビー・イートンに英才教育を施し、クイーンズ・イングリッシュを話す紳士に変身させる（リングネームも紳士らしく、愛称の「ボビー」から正式名称の「ロバート」にマイナーチェンジさせた）。彼らとのチームは、その昔「貴族には青い血が流れている」と信じられていたことから、ブルー・ブラッズ（The Blue Bloods）と名付けられた。イートンとのコンビでは、ナスティ・ボーイズ（ブライアン・ノッブス&ジェリー・サッグス）とハーレム・ヒート（スティービー・レイ&ブッカー・T）を相手に、WCW世界タッグ王座を巡る三つ巴の抗争を展開している。
1994年6月には新日本プロレスに初来日。8月24日にはWCWマットでアントニオ猪木ともシングルマッチを行った。1995年の再来日では、4月16日に広島サンプラザにて橋本真也のIWGPヘビー級王座に挑戦。橋本のフィニッシャーである垂直落下式DDTを返しており、日本でも高い評価を得た（2005年に橋本が死去したため、現在この技を返した唯一のレスラーとなっている）。以降も新日本プロレスの常連外国人選手となり、1997年8月にはG1クライマックスに初出場している。
1998年2月、当時売り出し中だったビル・ゴールドバーグとの試合において、ワークの範囲外の攻撃を仕掛けたためWCWを解雇される。4月にWWFと契約し、10月よりビンス・ルッソ考案の肉体労働者ギミック「リアル・マンズ・マン（The Real Man's Man）」としてデビューしたが、大失敗に終わる（このギミックは、2003年に行われたRAW10周年記念特番でも「外してしまったギミック」の一つとして紹介された）。1999年1月、薬物依存の治療のためにWWFのサポートを得て入院するも、4月の退院とともにWWFはリーガルとの契約を解消。再びロード・スティーブン・リーガルとしてWCWに復帰した。
WCW復帰後はデビッド・テイラーとブルー・ブラッズを再編し、北アイルランド出身のフィット・フィンレイとも共闘するが、2000年2月に再びWCWを解雇され、WWFと再契約。9月、現在のリングネームであるウィリアム・リーガル（William Regal）に改名し、英国親善大使のヒールとしてWWF再デビューを果たす。WCW時代の貴族ギミックと同様、英国製のスーツ姿でアメリカ人にテーブルマナーをレクチャーし、押しつけがましくモラルを説く嫌味ぶりで観客のヒートを煽った。アメリカ英語を徹底的に見下し、発音や綴りを英国式に正すレッスンをリング上で行ったこともある。アメリカを「野蛮人の国」と決めつけ、着ていたスーツをストーン・コールド・スティーブ・オースチンに引きちぎられた際には、コメンテーターのジェリー・ローラーに「この国に仕立て職人はいますか?」などと質問していた。
2000年10月にはアル・スノーを破りヨーロピアン王座を獲得。以後もオースチンやハードコア・ホーリーらを相手に防衛戦を続ける一方、2001年3月にWWFの（アングル上の）コミッショナーに就任するなど、リング内外で活躍した。ヨーロピアン王座陥落後はクリス・ジェリコと抗争を展開、4月のバックラッシュではコミッショナー権限を悪用し、状況に応じて自分が有利になるようルールが変更される「ダッチェス・オブ・クイーンズベリー・マッチ（Duchess of Queensbury Match）」なる試合を組み、ジェリコから勝利を収めた。
同年のWCW買収に伴い展開されていたWWF対アライアンスの抗争ストーリーにおいてはベビーフェイス的な振る舞いを見せることもあったが、10月にWWF側からアライアンス側に寝返る。2001年のサバイバー・シリーズでアライアンスはWWFに敗北し、ストーリー上アライアンスの人間はタイトル保持者以外全員解雇された。リーガルは復職するために「キス・マイ・アス・クラブ（Kiss My Ass Club）」という企画において、リング上でビンス・マクマホンの尻にキスをすることとなった。
2002年も1月のロイヤルランブルにてエッジからインターコンチネンタル王座を奪取、以降もロブ・ヴァン・ダムと抗争するなど活躍したが、2003年春から約1年間、心臓病のため長期欠場。2004年の復帰後はフェイスターンし、ユージン、タジリと組んで、タッグ戦線で活動した。特にリーガルの「お茶汲み」として絡んだタジリとの間にはプライベートでも強固な信頼を築いた。タジリが呼ぶ「師匠」とは紛れもなくリーガルのことである。
2005年6月、トレードによりRAWからスマックダウンに移籍。英国出身の新人ポール・バーチルと英国人ヒールのタッグとして活動を開始した。その後バーチルが『パイレーツ・オブ・カリビアン』のジャック・スパロウを真似た海賊ギミックになり、それを嫌悪したリーガルは彼とのタッグを解消。
2006年、キング・オブ・ザ・リングを制覇したキング・ブッカーの王国に加入し、デイブ・フィンレイと共に活動。ブッカーから "サー" の称号を授かり、サー・ウィリアム・リーガル（Sir William Regal）と名乗ったが、ノー・マーシーにて訣別。以後はブルー・ブラッズの盟友デイブ・テイラー（デビッド・テイラー）とのコンビを復活させてタッグ戦線に進出した。

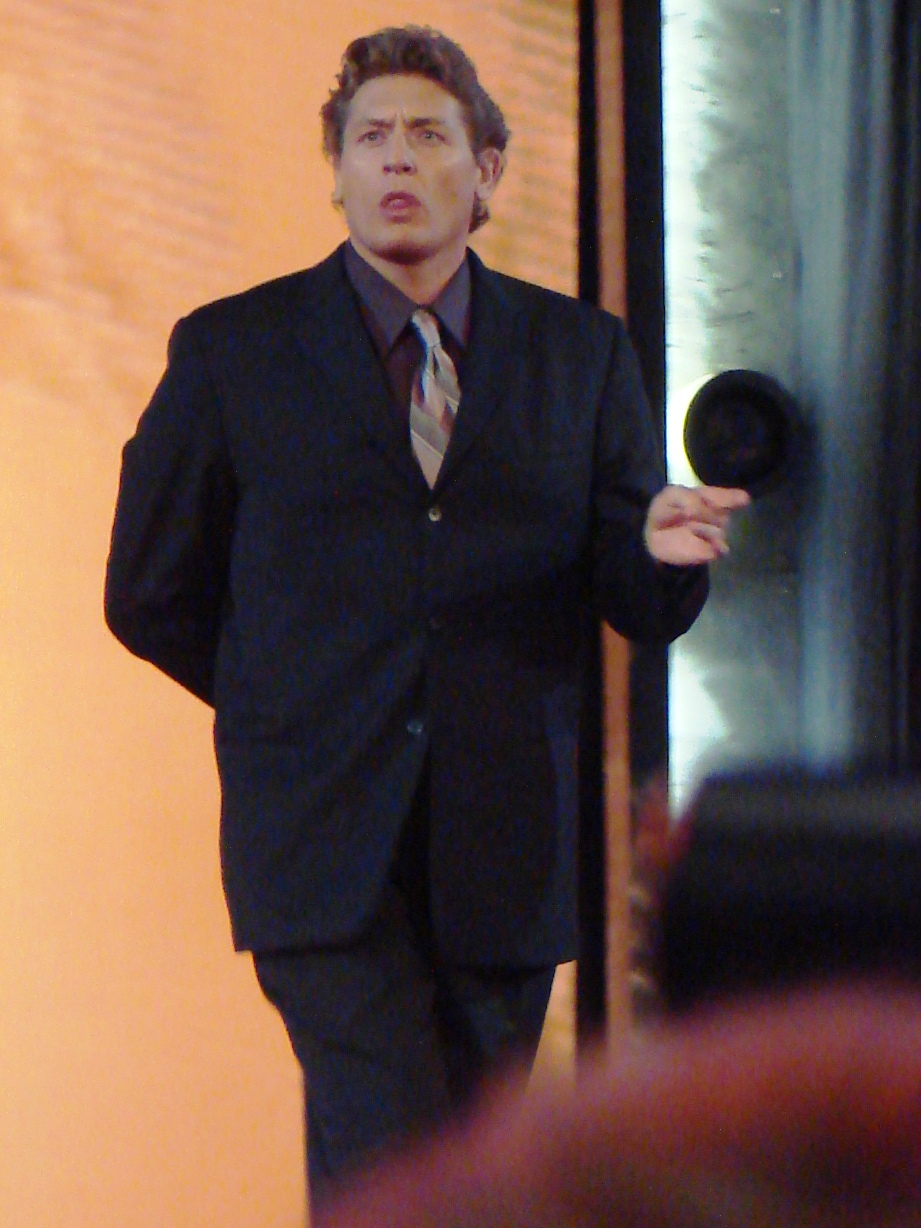
2007年

2007年6月に行われたドラフトにてRAWに移籍。8月6日、RAWの新ジェネラルマネージャー（GM）を決定するバトルロイヤルに参加し、最後までリング下に隠れて勝利を収め、RAWのGMとなった。
2008年4月21日、RAWの3時間スペシャル放送内で行われたワンナイト・トーナメント「キング・オブ・ザ・リング」において、決勝戦でCMパンクを破り優勝。その後ミスター・ケネディとの抗争に入るが、敗者退団マッチに敗れRAWを解雇される（実際には薬物規定違反による謹慎）。7月頃からフリーとして復帰し、ジェイミー・ノーブルとの抗争をきっかけにレイラを従えるようになる。11月の英国遠征ではヒールながら地元のファンの声援を浴び、サンティーノ・マレラを破ってIC王者となった。
その後はCMパンクと抗争し、2009年1月に王座を奪われる。同年6月のトレードでECWへ移籍。ウラジミール・コズロフやエゼキエル・ジャクソンを従えてヒール軍団のリーダー格となり、クリスチャンの保持していたECW王座に何度となく挑戦した。ECW終了後はRAWに復帰し、2010年2月から始まった新番組NXTのシーズン1ではスキップ・シェフィールドを指導するプロを担当した。RAWでは再びコズロフと組んでいたが仲間割れを起こし、サンティーノ・マレラとの新コンビでフェイスターンしたコズロフにチョークスラムを見舞われた。
2011年はベビーフェイスのポジションに回り、コメンテーターを担当したNXTのシーズン5ではJTGとジェイコブ・ノヴァックの師弟コンビと抗争したり、調整役（マッチメーカー）になったりした。4月末に行われた追加ドラフトでスマックダウンに移籍した。
2012年はバトルロイヤルなどにのみ出場し、新生NXTやFCWのコメンテーターを主に担当。同年終盤に行われた英国遠征では、シェイマスの友人としてビッグ・ショーとの抗争に巻き込まれるストーリーが組まれ、試合も数回行った。
2013年、NXTでタイソン・キッドに執拗な暴行を加えたカシアス・オーノを制止したが、それによって「ヒールのリーガル」に憧れていたオーノが憤慨。数週間の抗争の後に試合を行い、勝利を収めた。
2014年7月31日収録（8月27日放送）のNXTにおいて、新しいゼネラル・マネージャーに就任した。
2022年1月5日、WWEとの契約が解除され、3月6日よりAEWに登場した。しかし、1年足らずの12月30日でAEWから離れた。
2023年1月、1年でWWEに復帰。グローバル・タレント・ディベロップメント部門の副部長となった。

## エピソード
- スティーブン・リーガルというリングネームは、18歳のときにアメリカのプロレス雑誌を見て気に入ったアメリカ人レスラー、スティーブ・リーガル（1980年代にNWAセントラル・ステーツ地区やAWAで活躍した選手）[16]から拝借したもの。
- 大の爬虫類好きとしても知られ、家ではヘビやトカゲ、カメを飼っている。その他にも猫と犬もいる。彼はインタビューで「人間が一番下品な生物」と語っている。
- 1997年、日本からの帰路の飛行機に搭乗中、泥酔し客室乗務員に排尿したとして逮捕されている。またこの事件により飛行機は緊急着陸している。
- 2003年から心臓病に悩まされていたが、2005年に心臓移植をする話もあった。
- 日本で初めてRAW TVショーが行われた際に、タジリと組んで世界タッグに挑戦し勝利している。なお、この時日本のファンからは大"師匠"コールが起こり、実況のジム・ロスは「何と言っているのか分かりません」と説明できなかった。
- 2005年、自伝 Walking a Golden Mile を発売。
- 2007年12月に行われたRAW15周年記念大会ではフィナーレにすべてのスーパースターがリング上に集いビールで祝杯を上げたが、CMパンクとともにコーラを飲んでいた。
- WWE・NXTに所属するチャーリー・デンプシーは実子。

## リングネーム
現在、過去に名乗ったことがあるリングネーム
- ダレン・マシューズ
- スティーブ・ジョーンズ
- スティーブ・リーガル
- ロイ・リーガル
- "ロード" スティーブン・リーガル
- リアル・マンズ・マン
- スティーブン・ウィリアム・リーガル
- ウィリアム・リーガル（現在も使用）
- "サー" ウィリアム・リーガル

## 得意技

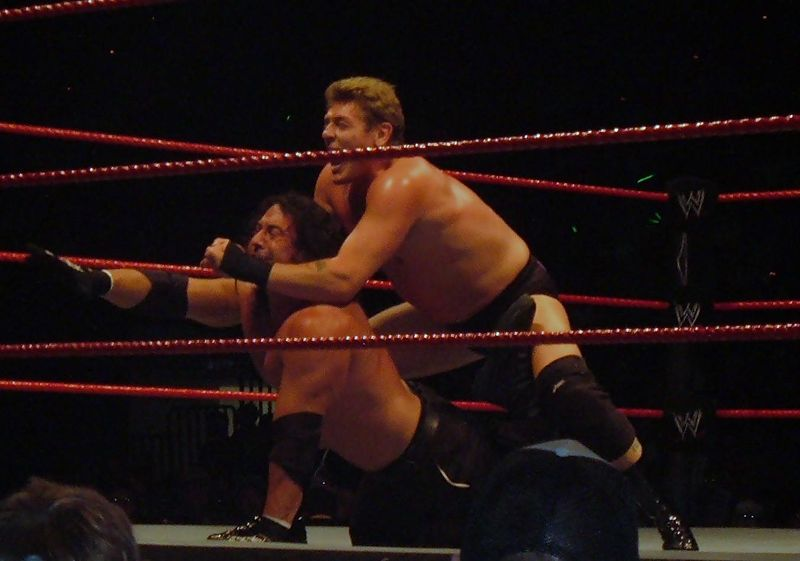
リーガル・ストレッチ
変形STF
以前は、ロイヤル・ストレッチと言う技名で使用していた。
相手の脇の下をくぐってフェイスロックで極める事で肩も同時に極めているのが特徴で、片腕が浮いているためより脱出が困難になる。
リーガル・カッター
相手をコブラクラッチの体勢からネックブリーカードロップの体勢で相手の後頭部からマットに叩き落とす技。
リーガル・プレックス
レッグロック・スープレックスと同じ技。
変型バックドロップ・ホールド。
頭を背後から相手の右脇に入れたバックドロップの体勢から、自らの右腕で相手右足の膝裏を抱え、左腕は相手の左肩上から回して相手を屈伸させるように両腕をクラッチ。そのまま反り投げてフォールする。
リーガル・ボム
タイガーボムと同じ技。
相手を前かがみにさせた後、ダブルアームの体勢で持ち上げ、さかさまの状態で胴もしくは太腿の位置に持ち替えて相手をパワーボムの要領で叩きつける。
神の拳（The Power of The Punch)
ブラスナックルをこっそり装着してのパンチ。反則技。
ニー・トレンブラー
近年のフィニッシャー。前かがみになっている相手の顔面を狙って、ダッシュして横から膝をかち上げるように当てる。
長滞空シュミュット式バックブリーカー
非常に長い間抱えておいて極めるシュミュット式のバックブリーカー。
ハーフネルソン・スープレックス
ダブルアーム・スープレックス（バタフライ・スープレックス）
ヨーロピアン・アッパー・カット

## 獲得タイトル
WWF / WWE
- インターコンチネンタル王座 : 2回

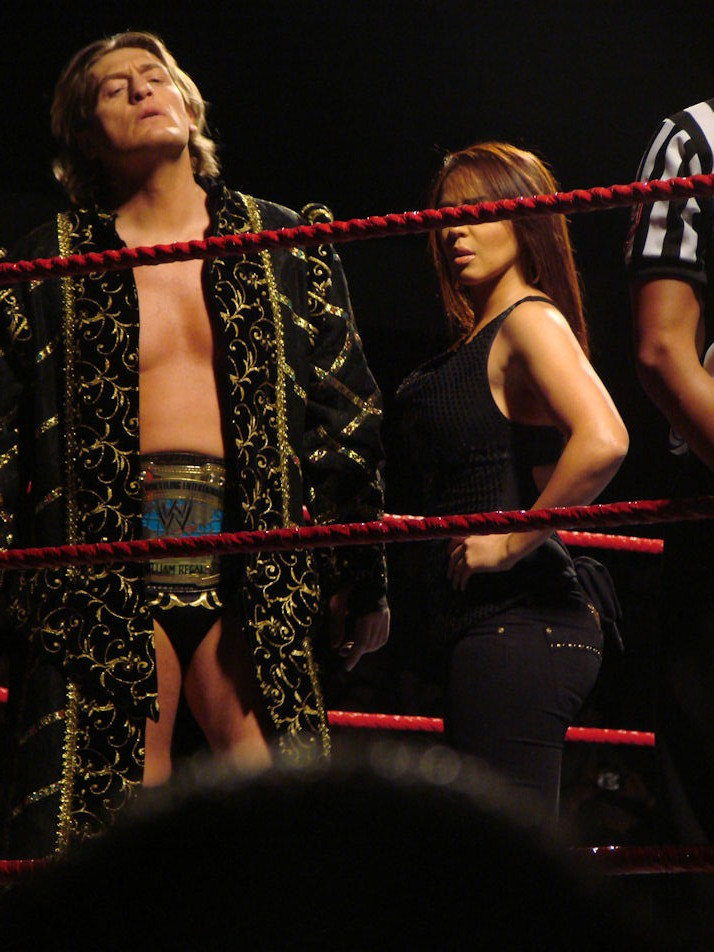
レイラを同伴しての2回目のインターコンチネンタル王座戴冠時

- ヨーロピアン王座 : 4回（ディーロ・ブラウンと並んで最多獲得者）
- ハードコア王座 : 5回
- 世界タッグ王座 : 4回 （w / ランス・ストーム×2、ユージン、タジリ）
- 2008年キング・オブ・ザ・リング優勝

WCW
- WCW世界TV王座 : 4回

MCW
- MCW南部ヘビー級王座 : 1回

PWI
- 1994年度PWIシングルレスラー・ランキング : 18位（全500位中）

## 入場曲
- Noble Occasion
- Trumpet Voluntary
- Real Man’s Man
- Promenade
- Gladiators
- Regality - 現在使用中
- We Salute